# Речное (Татарстан)
Речно́е — село в Алексеевском районе Республики Татарстан. Входит в Сахаровское сельское поселение.

## География
Село располагается на левом берегу Камы, в 7-ми км от Оренбургского тракта.

## История
До 1967 года село носило название — Остолопово.
Село было основано помещиком Остолоповым в 1688 году. Через три года под угрозой судебной тяжбы (Остолопова обвиняли в укрывательстве беглых) помещик отказался от села в пользу Казанского Кизического монастыря. В 1760-х годах в ходе секуляризации церковного имущества, проводимой Екатериной II, село стало казенным, а бывшие монастырские крестьяне — экономическими.
Первая деревянная церковь построена в 1783 году. Новая каменная трехпрестольная в 1873—1882 годах на средства чистопольского купца Георгия Ивановича Чукашева. Освящена 14 декабря 1882 года. Главный престол освящен в честь Богоявления Господня, приделы — во имя Святителя Николая Чудотворца и во имя великомученика Георгия Победоносца.
В селе находился образ Святителя и Чудотворца Николая, написанный для первой церкви. Тысячи паломников приходили в Остолопово 9 мая, в празднование Святителя Николая Чудотворца, но в течение всего года многие люди приезжали специально и заказывали молебны.
Церковь была закрыта Указом Президиума ВС ТАССР 16 мая 1939 года на основании постановления Алексеевского РИКа от 23 апреля 1939 года.
Храм сохранился до сегодняшних дней, и в данный момент реставрируется.